# 建構主義 (學習理論)
建構主義源自教育學，是作為改進教學而提出的學習理論，主要的目的在於瞭解發展過程中的各式活動如何引發孩童的自主學習，以及在學習的過程中，教師如何適當的扮演支持者的角色。
但建構主義早已在哲學、社會學和政治學上廣泛延伸，國際關係理論中，建構主義（又稱社會構成論）已是主要的學派之一。

## 教育學的建構主義

### 歷史
建構主義取向在過去並未獲得適當的評價。這是因為，大家普遍認為遊戲的過程似乎是無目的性的，並且在孩童的學習過程中不具有重要性。但是皮亞傑對這種傳統看法提出異議。他認為，遊戲在孩童的認知發展過程中，是一個重要且必需的部份。為了顯示觀點的可信，皮亞傑並以實證研究的結果來支持自己的理論。建构主义是由认知主义发展而来的哲学理念，在此基础之上的学习理论与以往的行为主义的理论模式有很大的差别，它采用非客观主义的哲学立场。建构主义认为，世界是客观存在的，但是对于世界的理解和赋予的意义都是每个人自己决定的。我们是以自己的经验为基础来构建现实，或者至少说是在解释现实。我们的个人世界总是用我们自己的头脑创建的。由于我们的经验以及对经验的信念不同，于是我们对外界世界的理解也是各不相同的，所以建构主义更关心如何以原有的经验、心理结构和信念为基础来构建知识。

### 建構主義與指導主義
建構主義與指導主義（Instructivist）的分別在於：

### 難以區分的建構主義者觀點和成熟主義者觀點
建構主義者的觀點常常被誤解為成熟主義者的觀點。De Vries et al.（2002）提及過：
“The romantic maturationist stream is based on the idea that the child's naturally occurring development should be allowed to flower without adult interventions in a permissive envrionment”
（浪漫的成熟主義者流派認為，應該允許讓孩子自然產生的發展，在可容許的環境下，不被成人所干涉。）
然而，建構主義者的流派（或認知發展論流派）認為：
“... is based on the idea that the dialectic or interactionist process of development and learning through the child's active construction should be facilitated and promoted by adults.”
（發展的過程是辯證的、或互動的，孩童從自身活動建構中的學習，是可以被成人協助及促進的。）
無法區分這兩種觀點的人，以行為主義流派最多；行為主義者認定上面兩種流派根本是同樣的東西。然而，事情並不是這樣的。建構主義者的教師在幫助孩子，並且支援孩子擷取知識。

### 建構主義的理論及實踐
建構主義取向隱含的理論是兒童透過「親自直接參與」的方法去完成學習過程。他們由「實踐中學習」，而非依賴別人「告訴他們」會發生什麼事。兒童自己不受干擾地去推斷、發現及下結論。教師除了觀察兒童學習外，也須要在兒童活動期間吸引他們、為發現而驚呼、並用難題刺激起他們的理性思維。（DeVries et al., 2002）舉例，我們可以向他們發問：“真奇怪，為什麼開水不會從那盛滿水的杯邊流出來呢？”教師有時會在兒童發生衝突時介入，但他只會強調他們應找出問題所在，並促進他們去尋求解決辦法及自行調解。
在幫助兒童的讀寫發展時，教師會在充滿豐富語文情境的教室內進行讀跟寫的活動。讀完故事以後，老師會鼓勵兒童用寫的或畫的編出自己的故事，或者是鼓勵兒童演出他們熟悉的故事。上述這些活動都是在鼓勵學生把自己當作是讀者及作家。

### 著名建構主義者
- Hans Aebli（英语：Hans Aebli）
- 大卫·奥苏伯尔
- 讓·皮亞傑

## 參看
- 學習理論
- 自主學習
- 藝術上的構成主義
- 建構與教學期刊
- 樂高認真玩